# Gran Premio di Lugano 2004
Il Gran Premio di Lugano 2004, ventiduesima edizione della corsa, si svolse il 29 febbraio su un percorso di 160 km, con partenza e arrivo a Lugano. Fu vinto dal francese Frédéric Bessy della Cofidis davanti ad un altro francese, David Moncoutié, e al croato Vladimir Miholjević.

## Ordine d'arrivo (Top 10)
| Pos. | Corridore           | Squadra         | Tempo    |
| ---- | ------------------- | --------------- | -------- |
| 1    | Frédéric Bessy      | Cofidis         | 4h22'40" |
| 2    | David Moncoutié     | Cofidis         | s.t.     |
| 3    | Vladimir Miholjević | Alessio-Bianchi | s.t.     |
| 4    | Markus Zberg        | Gerolsteiner    | a 34"    |
| 5    | Rubén Lobato        | Saunier Duval   | s.t.     |
| 6    | Przemysław Niemiec  | Miche           | s.t.     |
| 7    | Beat Zberg          | Gerolsteiner    | a 1'10"  |
| 8    | Alexander Kolobnev  | Domina Vacanze  | s.t.     |
| 9    | Alexandre Botcharov | Crédit Agricole | s.t.     |
| 10   | Rinaldo Nocentini   | Acqua & Sapone  | a 2'04"  |